# 16852 Nuredduna
16852 Nuredduna (1997 YP2) là một tiểu hành tinh vành đai chính được Àngel López và R. Pacheco phát hiện vào ngày 21 tháng 12 năm 1997 tại Mallorca.